# Hela huset
"Hela huset" är en låt av den svenska sångerskan Veronica Maggio från dennes fjärde studioalbum Handen i fickan fast jag bryr mig (2013). Låten, en duett med svenska sångaren Håkan Hellström, skrevs av Maggio som producerade den tillsammans med Magnus Lidehäll, Salem Al Fakir och Vincent Pontare. "Hela huset" släpptes som albumets andra singel den 13 januari 2014, endast som en 7-tumsvinyl i begränsat antal, via Svenska inspelningar. Låten nådde plats åtta på Sverigetopplistan och certifierades trippel platina av Grammofonleverantörernas förening (GLF). Den utnämndes också till årets låt på Rockbjörnengalan 2014.
Maggio och Hellström syns båda även i låtens musikvideo, regisserad av Måns Nyman.

## Låtlista
7-tumssingel
1. "Hela huset" (duett med Håkan Hellström) – 3:34
2. "Riviera" – 3:04

## Topplistor
| Topplista (2013)            | Högsta position |
| --------------------------- | --------------- |
| Sverige (Sverigetopplistan) | 8               |
| Svensktoppen                | 5               |